# César Jiménez Jiménez
César Jiménez Jiménez (Àvila, 24 de novembre de 1977) és un exfutbolista castellanolleonès, que ocupava la posició de defensa.
Es forma a les categories inferiors del Reial Madrid, tot arribant a jugar amb el Castilla. El 1998 fitxa pel Reial Saragossa, que l'hi incorpora al seu filial. La temporada 00/01, el defensa debuta a primera divisió amb els aragonesos, tot jugant 4 partits i marcant un gol. Però, no es consolidaria al primer equip i continuaria alternant les seues aparicions amb el filial.
Entre el 2002 i el 2004 és cedit a la UD Almeria, amb qui qualla dues bones temporades a la categoria d'argent: 59 partits i 4 gols.
De nou al Reial Saragossa, tan sols jugaria dos partits. Una greu lesió causada en un partit contra el Reial Madrid el 2005 acabaria saldant-se amb la retirada definitiva el 2007.